# Satellite Awards 2019
24. ročník udílení Satellite Awards se konal dne 19. prosince 2019. Nominace byly oznámeny 3. prosince 2019. Nejvíce nominací získaly filmy Le Mans '66 a Joker, celkově 10. Nejvíce cen si odnesl film Le Mans '66, celkem 5 a seriál Potvora, celkem 3.

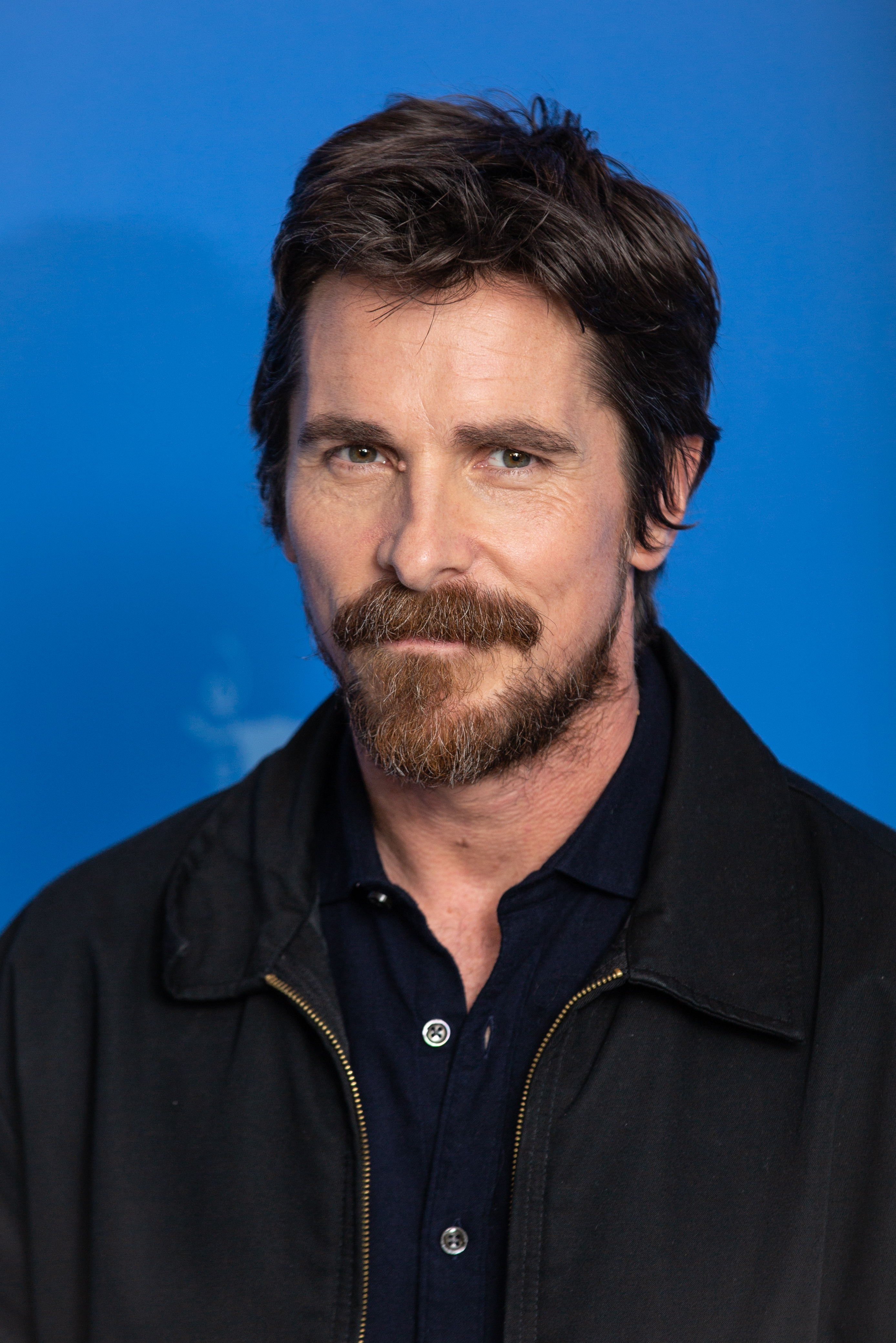
Christian Bale, vítěz v kategorii nejlepší mužský herecký výkon v hlavní roli – drama za výkon ve filmu Le Mans '66

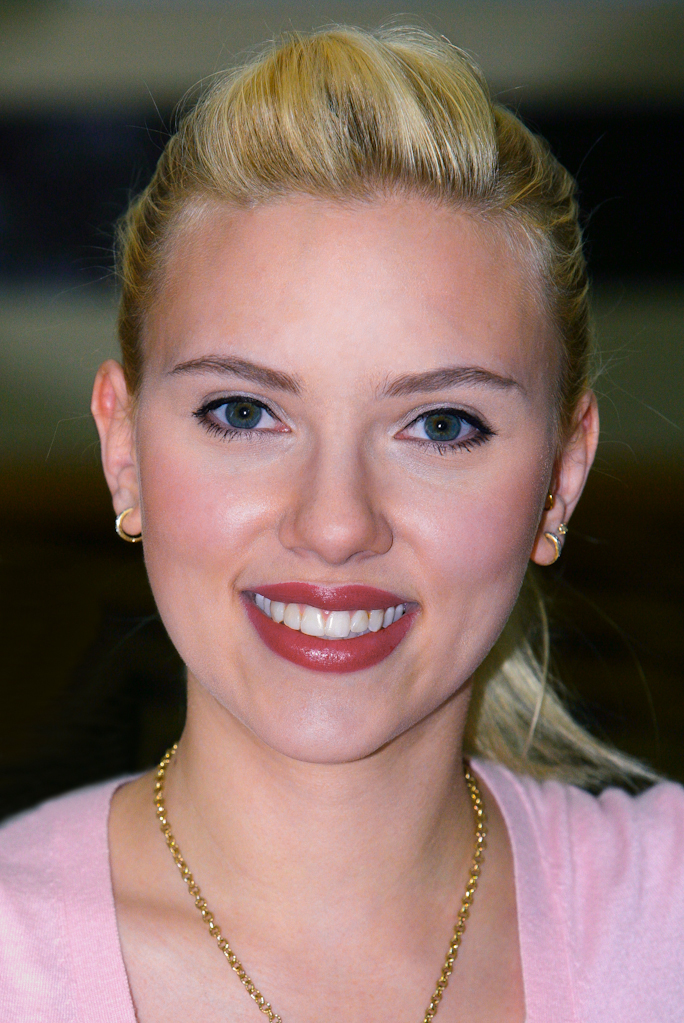
Scarlett Johansson, vítězka v kategorii nejlepší ženský herecký výkon v hlavní roli – drama za výkon ve filmu Manželská historie

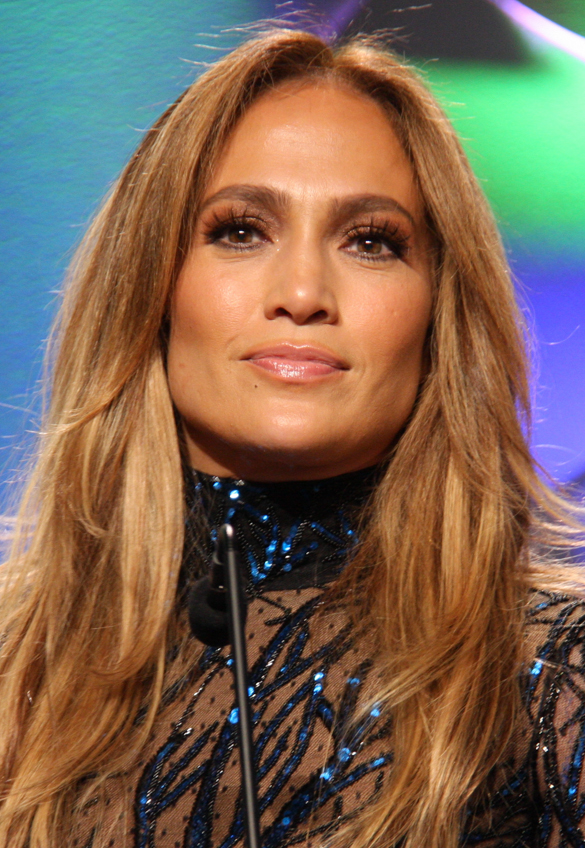
Jennifer Lopez, vítězka v kategorii nejlepší ženský herecký výkon ve vedlejší roli za výkon ve filmu Zlatokopky

## Nominace a vítězové

### Film
| Nejlepší film – drama | Nejlepší film – komedie/muzikál |
| --- | --- |
| Le Mans '66 - 1917 - Bombshell - Burning Cane - Joker - Maják - Manželská historie - Dva papežové | Tenkrát v Hollywoodu - Malá lež - Zlatokopky - Na nože - Rocketman - Drahokam |
| Nejlepší animovaný film | Nejlepší režisér |
| Lví král - Ovečka Shaun ve filmu: Farmageddon - Alita: Bojový Anděl - Buñuel v želvím labyrintu - Jak vycvičit draka 3 - Toy Story 4: Příběh hraček - Tenki no ko | James Mangold – Le Mans '66 - Pedro Almodóvar – Bolest a sláva - Noah Baumbach – Manželská historie - Pong Čun-ho – Parazit - Sam Mendes – 1917 - Quentin Tarantino – Tenkrát v Hollywoodu |
| Nejlepší herec v hlavní roli – drama | Nejlepší herečka v hlavní roli – drama |
| Christian Bale jako Ken Miles – Le Mans '66 - Antonio Banderas jako Salvador Mallo – Bolest a sláva - Adam Driver jako Charlie Barber – Manželská historie - George MacKay jako Lance Corporal Schofield – 1917 - Joaquin Phoenix jako Arthur Fleck / Joker – Joker - Mark Ruffalo jako Robert Bilott – Dark Waters                      | Scarlett Johansson jako Nicole Barber – Manželská historie - Cynthia Erivo jako Harriet Tubman – Harriet - Helen Mirren jako Betty McLeish – Dokonalá lež - Charlize Theron jako Megyn Kelly – Bombshell - Alfre Woodard jako Warden Bernadine Williams – Clemency - Renée Zellweger jako Judy Garland – Judy |
| Nejlepší herec v hlavní roli – komedie/muzikál | Nejlepší herečka v hlavní roli – komedie/muzikál |
| Taron Egerton jako Elton John – Rocketman - Daniel Craig jako Benoit Blanc – Na nože - Leonardo DiCaprio jako Rick Dalton – Tenkrát v Hollywoodu - Eddie Murphy jako Rudy Ray Moore – Jmenuju se Dolemite - Adam Sandler jako Howard Ratner – Drahokam - Taika Waititi jako Adolf Hitler – Králíček Jojo                                 | Awkwafina jako Billi Wang – Malá lež - Ana de Armas jako Marta Cabrera – Na nože - Julianne Moore jako Gloria Bell – Gloria Bell - Constance Wu jako Destiny – Zlatokopky |
| Nejlepší herec ve vedlejší roli | Nejlepší herečka ve vedlejší roli |
| Willem Dafoe jako Thomas Wake – Maják - Tom Hanks jako Fred Rogers – A Beautiful Day in the Neighborhood - Anthony Hopkins jako papež Benedict XVI – Dva papežové - Joe Pesci jako Russell Bufalino – Irčan - Wendell Pierce jako reverend Tillman – Burning Cane - Brad Pitt jako Cliff Booth – Tenkrát v Hollywoodu                    | Jennifer Lopez jako Ramona Vega – Zlatokopky - Penélope Cruz jako Jacinta – Bolest a sláva - Laura Dern jako Nora Fanshaw – Manželská historie - Nicole Kidman jako Gretchen Carlson – Bombshell - Margot Robbie jako Kayla Pospisil – Bombshell - Zhao Shuzhen jako Nai Nai – Malá lež |
| Nejlepší původní scénář | Nejlepší adaptovaný scénář |
| Noah Baumbach – Manželská historie - Lulu Wang – Malá lež - Jez Butterworth, John-Henry Butterworth a Jason Keller– Le Mans '66 - Quentin Tarantino – Tenkrát v Hollywoodu - Pedro Almodóvar – Bolest a sláva - Pong Čun-ho – Parazit | Todd Phillips a Scott Silver – Joker - Mario Correa, Matthew Michael Carnahan a Nathaniel Rich – Dark Waters - Steven Zaillian – Irčan - Taika Waititi – Králíček Jojo - Edward Norton – Temná tvář Brooklynu - Anthony McCarten – Dva papežové |
| Nejlepší skladatel | Nejlepší původní píseň |
| Hildur Guðnadóttir – Joker - Thomas Newman – 1917 - Marco Beltrami a Buck Sanders – Le Mans '66 - Terence Blanchard – Harriet - Robbie Robertson – Irčan - Randy Newman – Manželská historie | „(I'm Gonna) Love Me Again“ – Rocketman - „The Ballad of the Lonesome Cowboy“ – Toy Story 4: Příběh hraček - „Don't Call Me Angel“ – Charlieho andílci - „Into the Unknown“ – Ledové království II - „Spirit“ – Lví král - „Swan Song“ – Alita: Bojový Anděl |
| Nejlepší dokument | Nejlepší cizojazyčný film |
| 63 Up - The Apollo - Apollo 11 - Jeskyně - Občan K - Pro Samu - Země medu - Národ jedináčků | Bolest a sláva (Španělsko) - Atlantique (Senegal) - Vysoká dívka (Rusko) - Bídníci (Francie) - Nabarvené ptáče (Česko) - Parazit (Jižní Korea) - Portrét dívky v plamenech (Francie) - Truth and Justice (Estonsko) |
| Nejlepší střih | Nejlepší kamera |
| Andrew Buckland a Michael McCusker – Le Mans '66 - Lee Smith – 1917 - Jeff Groth – Joker - Thelma Schoonmaker – Irčan - Jennifer Lame – Manželská historie - Chris Dickens – Rocketman | Roger Deakins – 1917 - Phedon Papamichael – Le Mans '66 - Rodrigo Prieto – Irčan - Lawrence Sher – Joker - Dick Pope – Temná tvář Brooklynu - George Richmond – Rocketman |
| Nejlepší vizuální efekty | Nejlepší výprava |
| Joe Letteri a Eric Saindon – Alita: Bojový Anděl - Matt Aitken, Dan DeLeeuw, Russell Earl a Dan Sudick – Avengers: Endgame - Mark Byers, Oliver Dumont a Kathy Segal – Le Mans '66 - Pablo Helman – Irčan - Mathew Giampa, Bryan Godwin a Edwin Rivera – Joker - Andrew R. Jones, Robert Legato, Elliott Newman a Adam Valdez – Lví král | Michael Ahern a Beth Mickle – Temná tvář Brooklynu - Dennis Gassner and Lee Sandales – 1917 - François Audouy and Peter Lando – Le Mans '66 - Laura Ballinger and Mark Friedberg – Joker - Nancy Haigh and Barbara Ling – Tenkrát v Hollywoodu - Saverio Sammali and Mark Tildesley – Dva papežové |
| Nejlepší kostýmy | Nejlepší zvuk |
| Ruth E. Carter – Jmenuju se Dolemite - Susannah Buxton, Rosalind Ebbutt, Caroline McCall a Anna Robbins – Panství Downton - Mark Bridges – Joker - Julian Day – Rocketman - Luka Canfora – Dva papežové | David Giammarco, Paul Massey, Steven A. Morrow a Donald Sylvester – Le Mans '66 - Scott Millan, Mark Taylor, Oliver Tarney and Stuart Wilson – 1917 - Tom Johnson, Daniel Laurie, Shannon Mills, Juan Peralta a John Pritchett – Avengers: Endgame - Alan Robert Murray, Tom Ozanich a Dean A. Zupancic – Joker - Christian P. Minkler, Michael Minkler, Wylie Stateman a Mark Ulano – Tenkrát v Hollywoodu - Matthew Collinge a John Hayes – Rocketman |

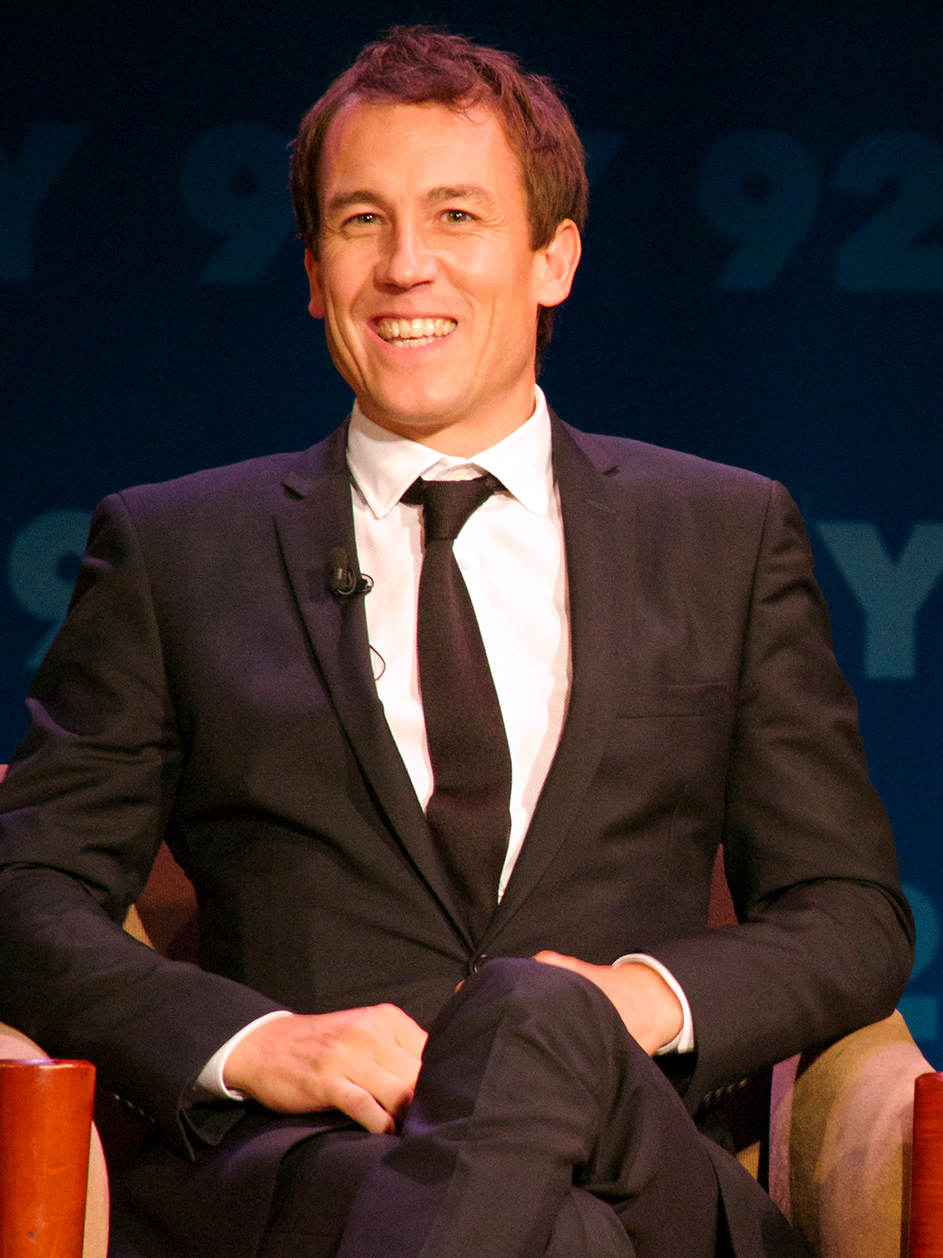
Tobias Menzies, vítěz v kategorii nejlepší mužský herecký výkon v hlavní roli – drama za výkon v seriálu Koruna

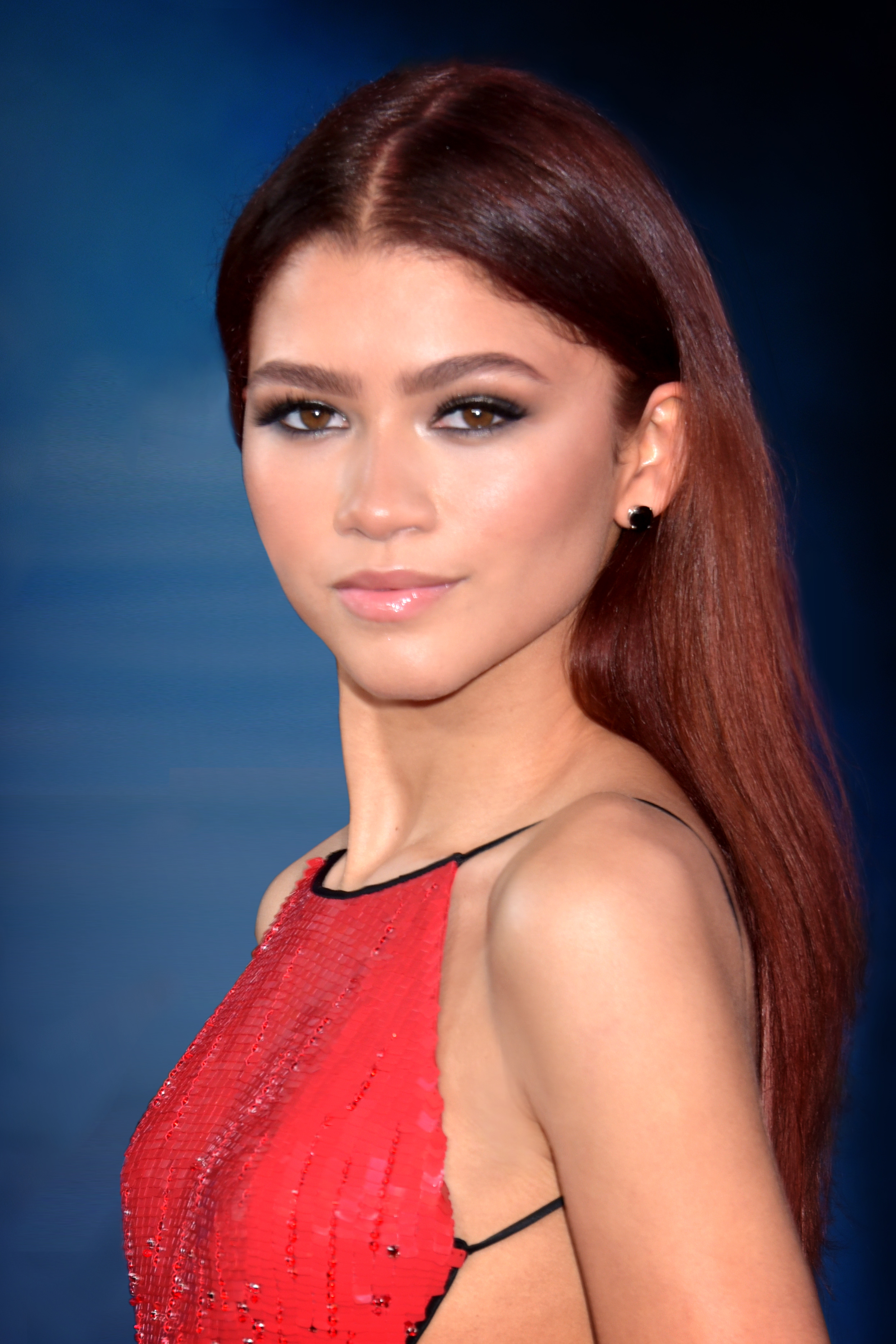
Zendaya, vítězka v kategorii nejlepší ženský herecký výkon v hlavní roli – drama za výkon v seriálu Euforie

### Televize
| Nejlepší seriál (drama) | Nejlepší seriál (muzikál nebo komedie) |
| --- | --- |
| Boj o moc (HBO) - Aféra (Showtime) - Koruna (Netflix) - Na mušce (BBC America) - MINDHUNTER: Lovci myšlenek (Netflix) - Mr. Mercedes (Audience) | Potvora (Amazon) - Barry (HBO) - Dobré místo (NBC) - Kominského metoda (Netflix) - Ve jménu našeho Pána (HBO) - Ruská panenka (Netflix) |
| Nejlepší žánrový seriál | Nejlepší minisérie |
| Stranger Things (Netflix) - Carnival Row (Amazon) - Hra o trůny (HBO) - Jeho temné esence (HBO) - The Terror (AMC) - Watchmen (HBO) | Černobyl (HBO) - Odhalení (Hulu) - Fosse/Verdonová (FX) - Neuvěřitelná (Netflix) - Když nás vidí (Netflix) - Roky a roky (HBO) |
| Nejlepší herec (drama/žánr) | Nejlepší herečka (drama/žánr) |
| Tobias Menzies jako princ Philip, Duke of Edinburgh– Koruna - Brian Cox jako Logan Roy – Boj o moc - Brendan Gleeson jako Bill Hodges – Mr. Mercedes - Jonathan Groff jako Holden Ford – MINDHUNTER: Lovci myšlenek - Damian Lewis jako Robert "Bobby" Axelrod – Miliardy - Billy Bob Thornton jako Billy McBride – Goliath            | Zendaya jako Rue Bennett – Euforie - Olivia Colmanová jako královna Alžběta II – Koruna - Jodie Comer jako Oksana Astankova / Villanelle – Na mušce - Regina Kingová jako Angela Abar / Sister Night – Watchmen - Sandra Oh jako Eve Polastri – Na mušce - Maggie Siff jako Wendy Rhoades – Miliardy                                            |
| Nejlepší herec (muzikál nebo komedie) | Nejlepší herečka (muzikál nebo komedie) |
| Thomas Middleditch jako Richard Hendricks – Silicon Valley - Ted Danson jako Michael – Dobré místo - Michael Douglas jako Sandy Kominsky – Kominského metoda - Bill Hader jako Barry Berkman / Barry Block – Barry - Eugene Levy jako Johnny Rose – Městečko Schitt's Creek - Danny McBride jako Jesse Gemstone – Ve jménu našeho Pána | Phoebe Waller-Bridge jako potvora – Potvora - Pamela Adlon jako Sam Fox – Bude líp - Christina Applegate jako Jen Harding – Smrt nás pojí - Alison Brie jako Ruth "Zoya the Destroya" Wilder – GLOW: Nádherné ženy wrestlingu - Natasha Lyonne jako Nadia Vulvokov – Ruská panenka - Catherine O'Hara jako Moira Rose – Městečko Schitt's Creek |
| Nejlepší herec (minisérie nebo TV film) | Nejlepší herečka (minisérie nebo TV film) |
| Jared Harris jako Valery Legasov – Černobyl - Russell Crowe jako Roger Ailes – Nejsilnější hlas - Jharrel Jerome jako Korey Wise – Když nás vidí - Aaron Paul jako Jesse Pinkman – El Camino: Film podle seriálu Perníkový táta - Chris Pine jako Jay Singletary – Já jsem noc - Sam Rockwell jako Bob Fosse – Fosse/Verdonová         | Michelle Williamsová jako Gwen Verdon – Fosse/Verdonová - India Eisley jako Fauna Hodel – Já jsem noc - Aunjanue Ellis jako Sharonne Salaam – Když nás vidí - Joey King jako Gypsy Rose Blanchard – Odhalení - Helen Mirren jako Kateřina Velika – Kateřina Veliká - Niecy Nash jako Delores Wise – Když nás vidí                               |
| Nejlepší herec ve vedlejší roli | Nejlepší herečka ve vedlejší roli |
| Jeremy Strong jako Kendall Roy – Boj o moc - Alan Arkin jako Norman Newlander – Kominského metoda - Walton Goggins jako "Baby" Billy Freeman – Ve jménu našeho Pána - Dennis Quaid jako Wade Blackwood – Goliath - Andrew Scott jako sexy kněz – Potvora - Stellan Skarsgård jako Boris Shcherbina – Černobyl                          | Olivia Colmanová jako kmotra – Potvora - Patricia Arquette jako Dee Dee Blanchard – Odhalení - Toni Collette jako detektiv Grace Rasmussen – Neuvěřitlená - Meryl Streep jako Mary Louise Wright – Sedmilhářky - Emily Watson jako Ulana Khomyuk – Černobyl - Naomi Watts jako Gretchen Carlson – Nejsilnější hlas                              |
| Nejlepší televizní film | |
| El Camino: Film podle seriálu Perníkový táta (Netflix) - Brittany Runs a Marathon (Amazon) - Brexit (HBO) - Deadwood (HBO) - Dálniční hlídka (Netflix) | |